# Pentti Eskola

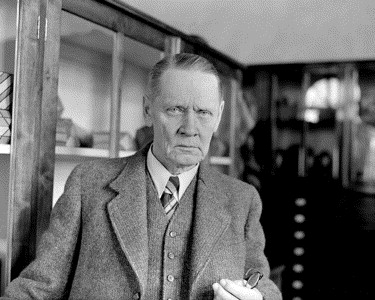
Pentti Eskola.

Pentti Eelis Eskola, född 8 januari 1883 i byn Lellainen, Honkilax, död 6 december 1964 i Helsingfors, var en finländsk geolog.
Eskola studerade ursprungligen kemi vid Helsingfors universitet, där han 1915 blev filosofie licentiat, filosofie doktor och docent i petrologi 1916. Efter att under en period ha varit verksam vid Carnegie Institutions geofysiska laboratorium i Washington, D.C., blev han 1922 statsgeolog och 1924 professor i mineralogi och geologi vid Helsingfors universitet, en befattning vilken han lämnade 1953.
Eskola var främst inriktad på urbergets geologi och publicerade en rad skrifter om bildningen av metaforma bergarter. Eskola, som införde begreppen metamorf facies och mineralfacies, tilldelades Penrosemedaljen 1951 och Wollastonmedaljen 1958. Han var även en framstående läroboksförfattare och införde en finskspråkig geologisk terminologi. I boken Maailmankuvaa etsimässä (1954, på svenska "På spaning efter en världsbild", 1957) försökte han sammanfatta den moderna naturvetenskapen.
Tillsammans med andra forskare utgav Eskola 1931 en bearbetad tredje upplaga av Wilhelm Ramsays Geologins grunder.
Han invaldes 1940 som utländsk ledamot nummer 797 av svenska Vetenskapsakademien.